# Ratmate
Ratmate (en népalais : रात्माटे) est un comité de développement villageois du Népal situé dans le district de Nuwakot. Au recensement de 2011, la ville comptait 3 793 habitants.